# Apocalypse figurée des ducs de Savoie
L'Apocalypse figurée des ducs de Savoie est un manuscrit de l'Apocalypse de Jean enluminé, daté du XVe siècle, conservé à la Bibliothèque royale de l'Escurial. Commandé par Amédée VIII de Savoie en 1428, il est terminé soixante ans plus tard à l'initiative de son arrière petit-fils Charles Ier de Savoie en 1490. Il est décoré de 97 miniatures illustrant systématiquement presque toutes les pages du manuscrit.

## Historique
Le manuscrit est commandé en 1428 par Amédée VIII de Savoie, premier duc de Savoie. Il fait pour cela appel à son peintre attitré, Jean Bapteur qui s'adjoint la collaboration d'un autre peintre, Peronet Lamy, à partir de 1433. Jean Bapteur a ainsi peint 47 miniatures, des f.1 à 24r et Peronet Lamy est peut-être plus directement l'auteur des feuillets 24v-25v et 29. En 1434, Amédée de Savoie se retire du monde au sein de son château de Ripaille près de Thonon-les-Bains. Il emporte à cette occasion l'ouvrage encore inachevé et le fait relier. En 1486, son arrière petits-fils, Charles Ier de Savoie fait appel à son enlumineur Jean Colombe pour achever l'ouvrage. Ce dernier, basé à Bourges, vient alors tout juste d'achever un autre manuscrit lui appartenant, Les Très Riches Heures du duc de Berry. Il termine l'illustration des 23 derniers feuillets en 1490, sans doute en respectant le programme iconographique défini par Jean Bapteur.

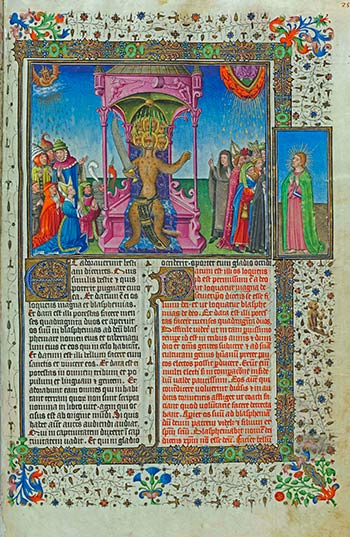
L'adoration de la bête sur son trône, f.25r, attribuée à Peronet Lamy
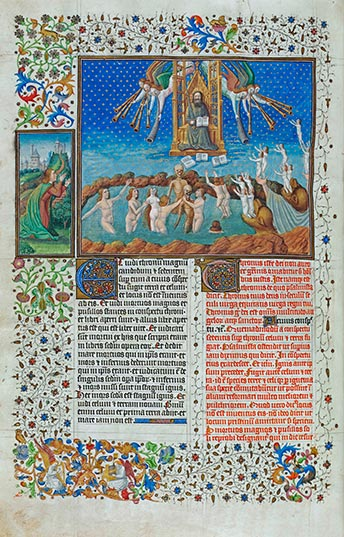
Le jugement dernier, f.44v, attribuée à Jean Colombe

Le manuscrit se retrouve par la suite en possession de Philippe II d'Espagne. Il pourrait lui être parvenu par l'intermédiaire de la reine Marie de Hongrie qui avait institué le roi d'Espagne comme son légataire universel à sa mort en 1558. Celle-ci avait elle-même hérité, en 1530, d'une partie des manuscrits de Marguerite d'Autriche, gouvernante des Pays-Bas mais précédemment duchesse de Savoie et épouse de Philibert II de Savoie, héritier de Charles Ier. Philippe d'Espagne fait déposer le manuscrit au sein de sa bibliothèque du monastère de l'Escurial, où il est toujours conservé.

## Description
L'ouvrage contient une version abrégée du texte de l'Apocalypse de Jean, écrite à l'encre noire, accompagnée d'un commentaire traditionnellement attribué à Berengaudus, rédigé à l'encre rouge. Ce commentaire est inspiré de la tradition venue de Tyconius qui a imposé une interprétation allégorique du texte et non littérale, comme la plupart des interprétations médiévales. Le choix d'accompagner le texte biblique de ce commentaire spécifique s'explique par les choix dans les découpages du texte de l'Apocalypse utilisé ici et qui se retrouve en général dans les textes copiés en France à la fin du Moyen Âge. Le découpage de Berengaudus correspond particulièrement bien à la versification de la bible utilisée à l'époque et se retrouve ainsi dans un grand nombre de bibles françaises mais aussi anglaises à partir du XIIe siècle.
Le texte et l'iconographie de ce manuscrit est justement inspirée des apocalypses anglaises du XIIIe siècle, telles que l'Apocalypse de Douce ou l'Apocalypse de Lambeth. Il existait en effet des liens étroits entre les cours d'Angleterre et de Savoie. Un manuscrit de l'Apocalypse a d'ailleurs été commandé par Amédée VI au XIVe siècle et montre lui aussi l'influence de l'art anglais sur l'enluminure savoyarde. Les historiens de l'art ne sont cependant pas parvenus à déterminer un modèle précis pour le manuscrit d'Amédée VIII.
Le manuscrit contient 49 feuillets. Chaque feuillet contient sur le tiers supérieur une image illustrant la scène décrite dans le texte, soit 97 images puisque seul le dernier feuillet n'est pas illustré. Dans la marge de la miniature, est fréquemment représentée une figure de saint Jean l'évangéliste qui parfois interagit avec la scène principale. Les pages sont décorées dans les marges de feuillages, animaux et autres drôleries.